# Tinde
Tinde è una circoscrizione mista (mixed ward) della Tanzania situata nel distretto rurale di Shinyanga, regione di Shinyanga. Conta una popolazione di 14 978 abitanti (censimento 2012).